# Pro memoria
La locuzione latina Pro memoria, tradotta letteralmente, significa per la memoria, per ricordare.
Può definirsi promemoria, una nota sommaria o anche un semplice appunto, per ricordarsi o tener presente qualcosa di rilevante.